# لشکرکشی اولجایتو به گیلان
محمد خدابنده اولجایتو در ۱۳۰۷ میلادی به گیلان، که در پی حملهٔ مغول به تسخیر آنان درنیامده بود، حمله کرد. الجایتو در این حمله تلفات بسیار داد، از جمله قتلغشاه امیرالامرای وی کشته شد و چوپان جایگزین وی شد. در خصوص نتیجهٔ این حمله اختلاف نظر وجود دارد، برخی آن را یک پیروزی پیریک می‌دانند.
دو منبع عمده فارسی در خصوص این لشکرکشی وجود دارد: تاریخ الجایتو اثر ابوالقاسم کاشانی، و ظفرنامه اثر حمدالله مستوفی.

## دلایل
اولجایتو قصد داشت از نو جنگ با مملوک‌ها را که مرگ برادرش غازان در آن وقفه ایجاد کرده بود، از سر بگیرد. او احساس می‌کرد بدون اطمینان از وفاداری گیلان، که هرگز تسلیم مغول‌ها نشده بود و آن‌ها آن را دست نخورده باقی گذاشته بودند، نخواهد توانست لشکرکشی خود به سوریه را آغاز کند. به نوشته کاشانی، طعنه دوا امیر جغتایی، که به استهزا می‌گفتند اولجایتو و امیرانش نمی‌توانند پادشاهی کوچک گیلان در قلب قلمرویش را فتح کنند یا برنامه ای برای رام کردن آن ندارند آزارش می‌داد. او تا حدی از این مسئله آزار می‌دید که پیام آورانی گسیل داشت تا گیلانیان را بترسانند، تهدید کنند و وادار به فرمانبرداری کنند که سودی نداشت و او پس از آن دستور داد برای تسخیر این سرزمین سپاه جمع‌آوری شود.
از جمله عوامل این حمله، ثروت گیلان و خصوصاً تولیدات ابریشم آن بود.
در این زمان گیلانیان سه رهبر داشتند: نوپاشا، دباج و رکابزن. بیشتر گیلانیان خود را برابر سپاه مغول که سلطان مصر هم در برابرش ناتوان بود بی توان می‌دیدند. از بین این سه، نوپاشا خود و خانواده اش را تسلیم قتلغشاه کرد اما دباج و رکابزن تصمیم گرفتند از ایمان خود در برابر بی ایمانان دفاع کنند.

## لشکرکشی‌ها
در جریان این رخداد چهار اردوکشی انجام شد. یکی به رهبری چوپان، یکی به رهبری قتلغشاه، و یکی به رهبری امیران طغان و مؤمن. چوپان ۲۰۰۰۰ و قتلغشاه ۴۰۰۰۰ سرباز داشتند. سلطان ۷۰۰۰۰ سرباز جمع کرده بود. به اولجایتو گفته شده بود گیلانیان تنها اوباشی ایرانی فاقد یک ارتش اند، و نیازی نیست او شخصاً در لشکرکشی شرکت کند. قتلغشاه به فرماندهی لشکرکشی گمارده شد. نهایتاً الجایتو خود به گیلان لشکرکشی کرد.
چوپان به نوشته یوسفی از شمال غرب و مغان به سوی گیلان حرکت کرد و به منطقه خالو حاکم سابق گسکر نفوذ کرد. به نوشته مستوفی او از آستارا و اردبیل به منطقه اسپهبد رکن الدین که تسلیم شد وارد شد و به سوی گسکر حرکت کرد و در سر راه خود غارت و کشتار کرد. حاکم گسکر هم تسلیم شد. چوپان پس از این پیروزی‌ها از راهی که آمده بود عقب‌نشینی کرد و به سلطانیه نزد الجایتو برگشت.
در لشکرکشی دوم، طغان و مؤمن گرجیان که حد شرقی گیلان در آن زمان بود را تسخیر کردند. سید محمد کیا، حاکم محلی، مخفی ماند ولی این امیران منطقه را غارت کردند و قلعه قلاجه را گرفتند. این لشکرکشی هم موفقیت‌آمیز بود و امیران با غنائمی که به چنگ آورده بودند به سلطانیه بازگشتند.
در لشکرکشی سوم، قتلغشاه از خلخال پیشروی کرد و به توصیه شرف الدین که احتیاط کند بی اعتنایی کرد. او احتمالاً از طریق ماسوله رود به فومن پیشروی کرد. حاکم فومن امیره دباج بود که پیشتر به الجایتو ابراز وفاداری کرده بود ولی بدون اجازه به بهانه رنجور بودن دیدار خود از دربار را نیمه کاره رها کرده و بازگشته بود. گارد پیشروی قتلغشاه که تحت امر پولادقیا و بورطاس بود خرابی زیادی در این منطقه به بار آورد و افراد زیادی از جمله خانواده دباج که ناتوان شده بود را به اسارت گرفت. او همچنین با رکابزن حاکم تولم به ستیز پرداخت. به نوشته مستوفی، پس از سه نبرد امیره دباج و امرایش خواستار صلح شدند. پولادقیا به قتلغشاه توصیه کرد این پیشنهاد را بپذیرد، ولی او به اصرار پسرش شیبااوچی که به عنوان رهبر لشکرکشی به جای پولادقیا گمارده شد از این کار منصرف شد. مغولان به فومن پیشروی کردند و گیلانیان چاره ای جز مقاومت تا پای مرگ نمی‌دیدند. سربازان رشت، تولم و شفت در مقاومت به هم پیوستند و پس از نبردی خونین سربازان شیبااوچی رویگردان شدند و گریختند، در گل گیر کردند و از سوی گیلانیان تارومار شدند. مستوفی می‌نویسد قتلغشاه در ۱۱ ذوالحجه ۷۰۶ به سوی قلمروی رکابزن هجوم برد و در دام افتاد. گیلانیان راه و دشت‌ها را غرق در آب کردند و شکستی سنگین به نیروهای شیبااوچی تحمیل کردند. قتلغشاه به بیهودگی سعی کرد سربازانش را به حرکت درآورد ولی او و سردارانش کشته شدند. اندک نجات یافتگان به سلطانیه گریختند. رکابزن و گیلانیان همه غنائم به دست آمده از دباج را به چنگ آوردند. جنازه قتلغشاه به تبریز برده و دفن شد. الجایتو به تبریز رفت، از سرنوشت سپاه خود مطلع و آکنده از خشم شد.
پس از کشته شدن قتلغشاه، شیخ براق که در سوریه بود به گیلان فرستاده و در آنجا کشته شد. این باعث شد اولجایتو شخصاً در جنگ با گیلان درگیر شود. براق و قتلغشاه علقه‌های عاطفی زیادی به یکدیگر داشتند.
اولجایتو پس از شنیدن خبر قتل قتلغشاه و امیرانش یک هفته از پای در رکاب گذاشتن خودداری کرد. چوپان به او توصیه کرد ضعف نشان ندهد و خود را نشان بدهد. توصیه اثر کرد و اولجایتو به هر کسی که برادر یا خویششان کشته شده دستور داد با بیوه آنان ازدواج کنند. بیوه کشتگانی که برادر یا خویشی نداشتند باید با ارشدترین غلامان آنان ازدواج می‌کردند. الجایتو چوپان را به جای قتلغشاه به عنوان امیر ارشد منصوب کرد.
بنا بر منابع فارسی، الجایتو بار دیگر به گیلان لشکرکشی کرد، که منجر به به دست آوردن غنائم و اسرا از جمله سران گیلانی شد.

## پیامد
نتیجه جنگ برقراری اقتدار سست مغولان بر گیلان، گشوده شدن این سرزمین و دسترسی به ابریشم آن بود. شکست‌های تحمیل شده در گیلان باعث دلسرد شدن اولجایتو از ماجراجویی‌های نظامی دیگر شد و جنگ طلبان را بی‌اعتبار کرد. شکست‌های سپاه مغول ممکن است منجر به رویکرد تدافعی اولجایتو و جانشینش ابوسعید در برابر همسایگان شده باشد. حاکمان گیلان مجبور به پرداخت خراج شدند، و استقلال تاریخی و سنتی گیلان نیز از بین رفت.